# Curcuma petiolata
Curcuma petiolata är en enhjärtbladig växtart som beskrevs av William Roxburgh. Curcuma petiolata ingår i släktet Curcuma och familjen Zingiberaceae. Inga underarter finns listade i Catalogue of Life.

## Bildgalleri

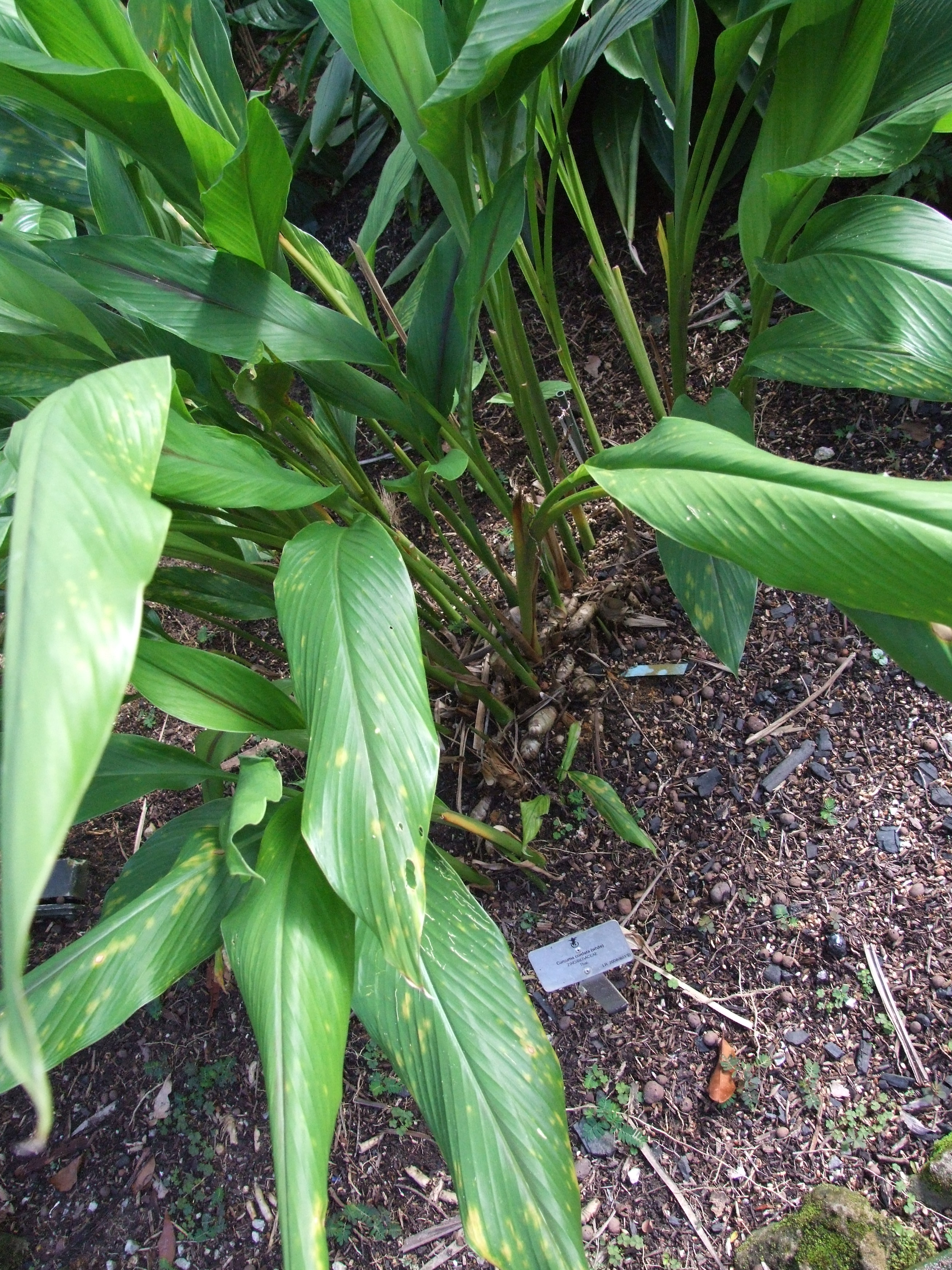
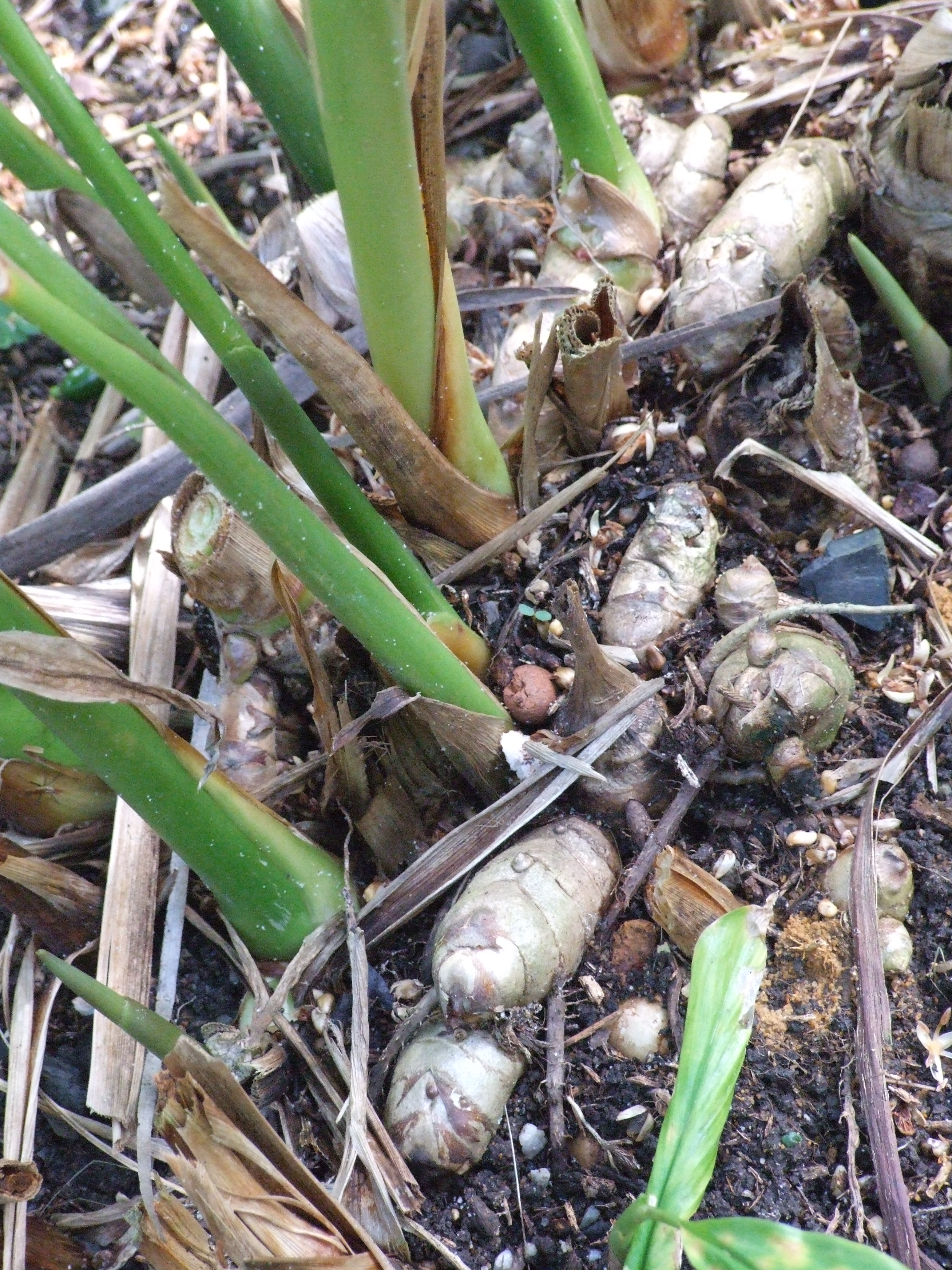
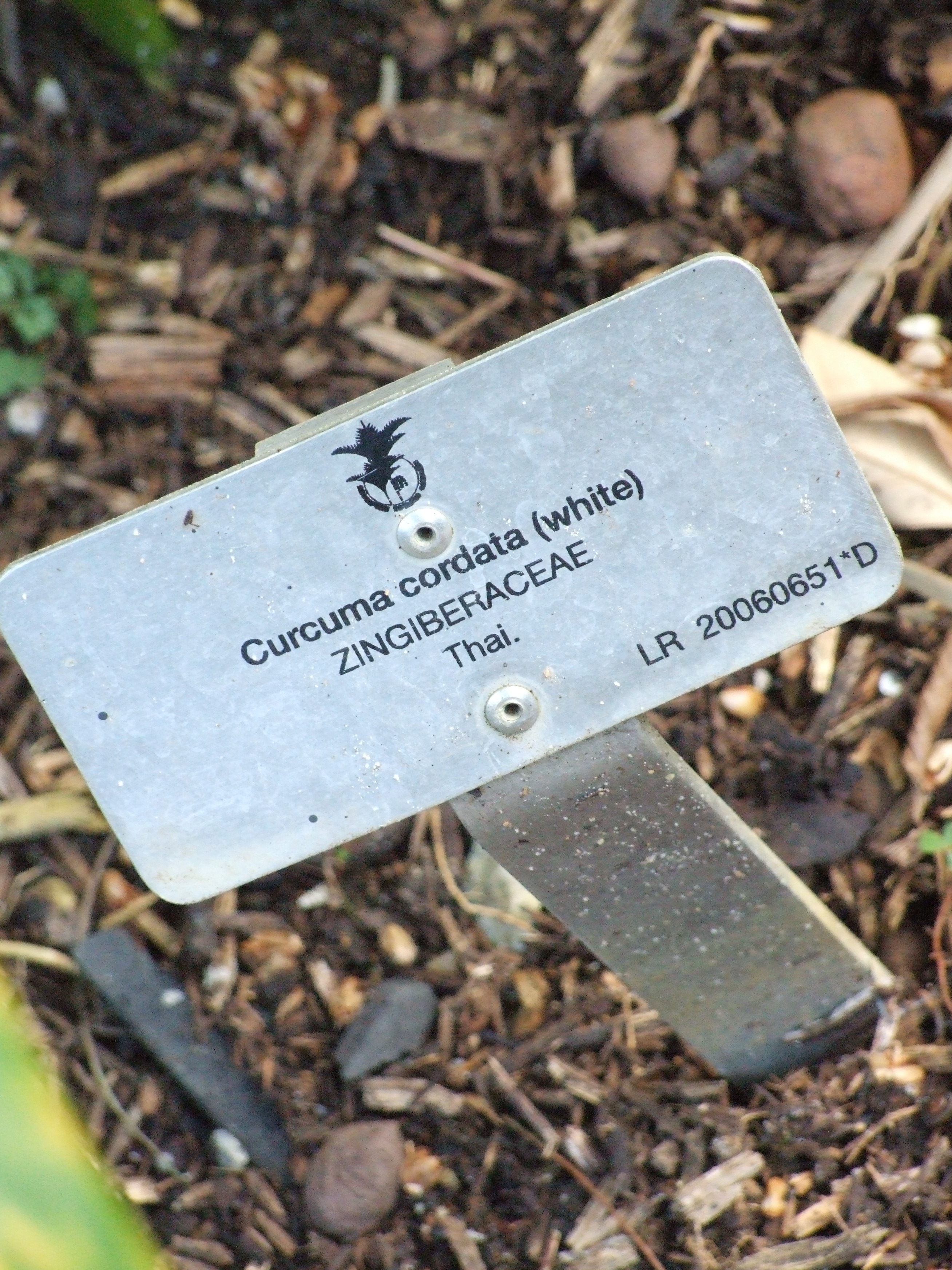
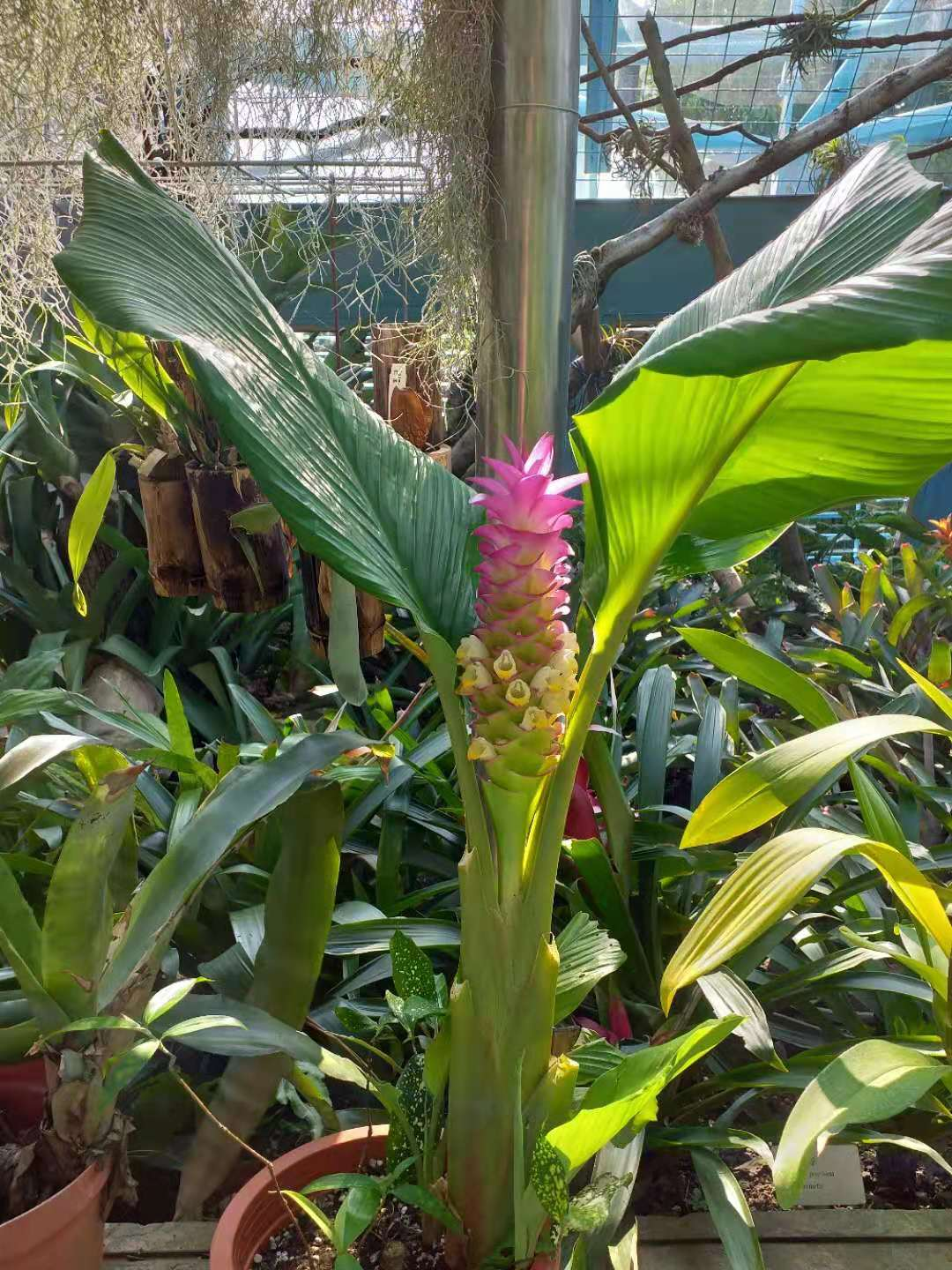